# NGC 980
NGC 980 је лентикуларна галаксија у сазвежђу Андромеда која се налази на NGC листи објеката дубоког неба.
Деклинација објекта је + 40° 55' 37" а ректасцензија 2h 35m 18,5s. Привидна величина (магнитуда) објекта NGC 980 износи 13,1 а фотографска магнитуда 14,1. NGC 980 је још познат и под ознакама UGC 2063, MCG 7-6-38, CGCG 539-54, PGC 9831.